# Aleksandrija Arahozijska
Aleksandrija Arahozijska (grško Ἀλεξάνδρεια Ἀραχωσίας), znana tudi kot Aleksandropolis (Ἀλεξανδρόπολις) je bilo mesto v antiki, ki se danes imenuje Kandahar v Afganistanu. Bilo je eno izmed več kot dvajsetih mest, ki jih je ustanovil ali preimenoval Aleksander Veliki. Ustanovljeno je bilo okoli leta 330 pr. n. št. na temeljih prejšnje ahemenidske trdnjave. Arahozija je grško ime starodavne province Ahemenidskega, Selevkidskega in Partskega cesarstva. Provinca Arahozija je bila osredotočena na dolino reke Argandab v Kandaharju. Ni dosegel Hindukuša, vendar se je očitno razširil proti vzhodu vse do reke Ind, čeprav natančen obseg še ni jasen.

## Zgodovina

### Ozadje
Starodavno regijo Arahozija je mogoče geografsko opredeliti kot ozemlje v porečjih rek Helmand, Arghandab, Tarnak in Arghestan: na severu je vključevalo območje, ki obkroža Gazni; na jugu meji na puščavo Registan v regiji Gedrosia; na zahodu je bila meja z Drangiano; in njena vzhodna meja je verjetno ležala na prelazu Bolan. Arahozija (staroperzijsko Harauvatiš) je bila ena najpomembnejših regij v Afganistanu od bronaste dobe, ko je bila Helmandska kultura (okoli 3300–o 2500 pr. n. št.) osredotočena na mestu Mundigak. Območje, ki obdaja sodobni Kandahar, je postalo pomembno v zgodnjem 1. tisočletju pr. n. št.: terminus post quem za naselbino na mestu je ok. 1000 pr. n. št., vendar analiza keramike daje prednost poznejšemu datumu ok. 700 pr. n. št.. Možno je, da so priseljenci v regijo morda povzročili propad Mundigaka in vzpon Kandaharja – ogromne utrdbe slednjega z notranjo in zunanjo obrambo ter obzidjem, širokim 14 metrov, pred vsemi drugimi znanimi mesti v iranskih ali južnoazijskih regijah, vendar so lahko povezane s srednjeazijskimi železnodobnimi strukturami.
Sredi 6. stoletja pred našim štetjem je Arahoza padla pod nadzor nastajajočega perzijskega cesarstva Ahemenidov; pod njihovo vladavino je bila naselbina v Kandaharju razširjena in prezidana tako, da je bila razdeljena na četrti z notranjim obzidjem, medtem ko je bila ročno zgrajena tudi velika citadela. Najdišče je bilo verjetno ahemenidsko regionalno glavno mesto Harauvatiš, saj fragmenti računovodskih tablic v elamskem jeziku zelo spominjajo na enakovredne tablice v perzijski prestolnici Perzepolis; nekateri artefakti, najdeni v zakladnici v Perzepolisu, kot so kamnite posode in možnarji ter pestiči, izvirajo iz Arahozije. Mesto Kandahar je morda začelo propadati okoli leta 400 pr. n. št..

### Helenistično obdobje
Aleksander Veliki, makedonski kralj, je leta 333 pr. n. št. začel vdor v Ahemenidsko cesarstvo. Aleksander je v ključnih bitkah pri Isu (333 pr. n. št.) in Gavgameli (331 pr. n. št.) premagal kralja Dareja III. in zavzel glavna mesta Babilon, Suza in Perzepolis ter se leta 330 pr. n. št. Baktrijo. Aleksander je oktobra prispel v Arahozijo, potem ko se je ukvarjal z domnevno zaroto, v katero je bil vpleten njegov general Filota. Njegovo hitro prečkanje regije, ki jo je zapustil konec novembra, nakazuje, da mesto Kandahar ni bilo močno obdržano, saj se je Bessus umaknil proti vzhodu. Aleksandrovi kronisti so zato tej regiji dali le malo pomena – po besedah zgodovinarja Petra Fraserja je Arrian regijo obravnaval »skoraj kot slovnično naknadno misel«. Nobeden od petih najpomembnejših starodavnih piscev o Aleksandru (Arijan, Plutarh, Diodor Sicilski, Kvint Kurcij Ruf in Justin) ne omenja, da je Aleksander ustanovil mesto v Arahoziji, prav tako ne zgodnji helenistični geografi. Podobna situacija obstaja za večino drugih manjših mest, ki jih je ustanovil Aleksander Veliki.
Namesto tega najdemo sklicevanja na ustanovitev v drugih klasičnih virih. V svojih Partskih postajah je geograf Izidor iz Charaxa opazil obstoj Ἀλεξανδρόπολις μητρόπολις Ἀραχωσίας ('Aleksandropolis, metropola Arahozije') - Aleksandropolis je verjetno jezikovna pokvarjenost Ἀλεξάνδρεια (Aleksandrija). Podobne omembe »Aleksandrije« v Arahoziji najdemo v delih Ptolemaja, Amijana Marcelina in Štefana iz Bizanca. Štefan, Ptolemaj in Plinij starejši prav tako omenjajo mesto, imenovano Arachotoi ali Arachotos - verjetno lokalno ime za Aleksandrijo Arahozijsko - medtem ko Plinij poleg tega citira Aleksandrova bematista (merilca razdalje) Diogneta in Baitona, ki se sklicujeta na Arachosiorum oppidum ('mesto v Arahozci'). Aleksander je verjetno ukazal ponovno ustanoviti mesto, medtem ko je bil v Arahoziji konec leta 330 pr. n. št. ali kmalu zatem; nemogoče je reči, kje je bil garnizon 4000 pehote in 600 konjenikov, ki jih je pustil v regiji.
Po osvajanjih Aleksandra Velikega je Arahoziji vladal satrap Sibircij. V 3. stoletju pred našim štetjem se domneva, da je veleposlanik na indijskem dvoru Megasten odšel iz mesta, da bi obiskal Indijo:
Megasten je živel s Sibirtijem, satrapom iz Arahozije, in pogosto govori o njegovem obisku Sandrakota, indijanskega kralja. Arrian, Anabasis Alexandri.

## Lokacija
Ostanke Aleksandrije Arahozijske danes najdemo v citadeli starega Kandaharja v zahodnem delu sodobnega mesta. Tel citadele je izkopavalo Britansko društvo za južnoazijske študije v 1970-ih in z relativnim izboljšanjem varnosti med letoma 2008 in 2009. Ta izkopavanja kažejo, da so islamski zidovi temeljili na tistih iz klasičnih časov, kar nakazuje, kaj bi lahko bil kvadrat (tetragonis) v obliki mesta, vendar zelo spremenjeno zaradi nenavadne topografije. Trikotni del Tela, ki meji na grško mesto, je iz budističnega obdobja. Do danes niso našli nobene grške zgradbe, so pa našli številne kovance, napise in grobove.